# 通南高速公路
通化－南杂木高速公路，简称通南高速、抚通高速、通沈高速，是吉林省与辽宁省的省级高速公路，起点在通化市区，在辽宁省新宾县旺清门镇与吉林省通化县的下排村省界处，辽宁省境内96.828 km，吉林省境内45.677 km。

## 建设过程
吉林省境内的通化至下排段，于2006年8月开工，2008年9月30日竣工，2008年10月6日通车。建设时线路长度45.544 km，工程总预算16.72亿元。全线路14座大中桥总厂2140 m，隧道2座总长2829 m，互通3处，分离5处，天桥通道24处，服务区1处。
辽宁省境内路段于2009年7月开工，2012年9月26日11时通车。建设34座大桥共长9084 m，46座中、小桥共长1525 m，涵洞67道，互通式立交6座，隧道12座共长6906 m，天桥33座共长2720 m，通道85座共长1622.5 m。征用土地9636.46亩，其中耕地6909.74亩，拆迁房屋24526 m2。投资总金额447141.43万元，平均每千米造价4741.99万元。

## 分省介绍

### 辽宁省
双向4车道全封闭高速公路，行车速度100km/h。路基宽度26.0 m。
设置旺清门主线(K90+557)、新宾(K66+768)、永陵(K49+025)、木奇(K31+772)、上夹河(K13+997)5个收费站和旺清门(K91+008)、永陵西(K48+663)、南杂木(K4+604)3对服务区。
在K0+890处与沈吉高速公路(G1212)经南杂木枢纽立交(G1212 K76+220)互通。在K53+163处与永桓高速公路(S13)经永陵枢纽立交(S13 K0+000)互通。

### 吉林省
通化市区至赤柏枢纽立交，长4.696千米，与G11鹤大高速（即通新高速）共线，设计速度100 km/h，路基宽32米，六车道。
赤柏枢纽立交至吉辽省界下排，长40.981 km，设计速度80 km/h，路基宽24.5 m，四车道，沥青混凝土路面。桥涵荷载标准为公路-Ⅰ级，路面设计标准轴载为BZZ-100，设计洪水频率为1/100。